# Nicrophorus satanas
Nicrophorus satanas là một loài bọ cánh cứng trong họ Silphidae. Loài này được Edmund Reitter miêu tả khoa học lần đầu tiên năm 1893

.
Chúng được tìm thấy ở châu Âu Châu Á. Chúng có thân dày với những mảng đỏ trên chúng.